# Coupe d'Europe des vainqueurs de coupe de futsal
La Coupe d'Europe des vainqueurs de coupe de futsal est une compétition européenne de futsal réunissant les vainqueurs de coupe nationale, créée en 2002. Une édition non officielle a eu lieu en 1990, remportée par le FC Barcelone. La compétition n'est pas reconnue par l'UEFA.

## Éditions
| Saison | Lieu de la finale | Vainqueur               | Score | Finaliste           |
| ------ | ----------------- | ----------------------- | ----- | ------------------- |
| 2002   | Sicile            | Alfa Ekaterinburg       | 3 - 2 | AS Augusta          |
| 2003   | Murcie            | ElPozo Murcia Turística | 7 - 3 | AR Freixieiro       |
| 2004   |                   |                         |       |                     |
| 2005   | Lugo              | Azkar Lugo Fútbol Sala  | 4 - 0 | Boavista            |
| 2006   |                   |                         |       |                     |
| 2007   | St-Jacques-de-C.  | Lobelle Santiago FS     | 5 - 3 | SL Benfica          |
| 2008   | Niš               | Interviú Fadesa         | 6 - 4 | Lobelle Santiago FS |
| 2009   |                   |                         |       |                     |
| 2010   |                   |                         |       |                     |
| 2011   |                   |                         |       |                     |
| 2012   | Iougorsk          | Gazprom-Ugra Yugorsk    | 6 - 3 | MAPID Minsk         |

## Bilan par pays
| Pays    | Victoires | Clubs vainqueurs                                                                                              |
| ------- | --------- | --- |
| Espagne | 4         | ElPozo Murcia Turística (1), Azkar Lugo Fútbol Sala (1), Lobelle de Santiago Fútbol Sala, Interviú Fadesa (1) |
| Russie  | 2         | Alfa Ekaterinburg (1), Gazprom-Ugra Yugorsk (1)                                                               |